# Jean-Baptiste Carpeaux

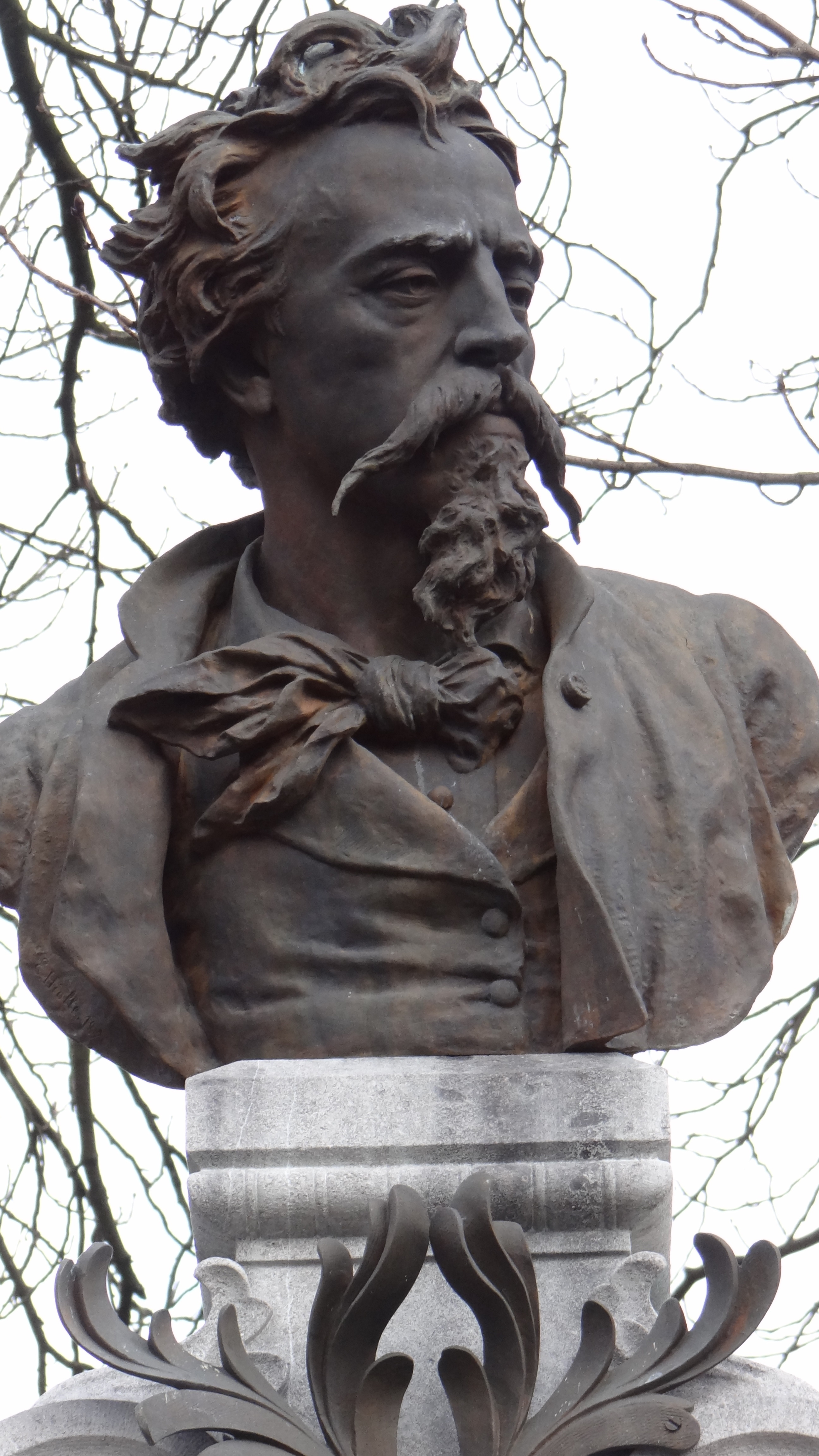
Jean-Baptiste Carpeaux.

Jean-Baptiste Carpeaux, född 14 maj 1827, död 12 oktober 1875, var en fransk skulptör.
Carpeaux utbildades under François Rude och Francisque Joseph Duret samt genom studier i Italien särskilt av Michelangelos konst. Carpeaux tog dock starkt intryck av tidens romantiska måleri och överflyttade på skulpturen måleriska synpunkter i både komposition och behandlingssätt, med ljus- och skuggverkan och är en föregångare till Auguste Rodin. Carpeaux första arbete i den nya stilen var Ugolini och hans barn (nu i brons i Tuileriträdgården, Paris) med allegoriska reliefer och skapade även den hånade gruppen Dansen på L'Opéra Garniers fasad. Åt Napoleon III:s hov utförde Carpeaux flera bilder. Han var en gjorde flera byster av samtida och även en staty av Antoine Watteau i Valenciennes. Hans mästerverk från de sista åren är fontänen i Luxembourgparken med de fyra världsdelarna, kvinnogestalter bärande jordklotet. I Glyptoteket, Köpenhamn, finns en mängd repliker av Carpeaux arbeten. Carpeaux var även en skicklig tecknare.